# 龍王站
龍王站（日语：／ Ryūō eki */?）是東日本旅客鐵道（JR東日本）中央本線的鐵路車站，位於日本山梨縣甲斐市龍王新町。

## 歷史
- 1903年（明治36年）12月15日：開業，為鐵道省的一個車站。
- 1949年（昭和24年）6月1日：成為日本國有鐵道的一個車站。
- 1985年（昭和60年）3月14日：貨運業務停止辦理。
- 1987年（昭和62年）4月1日：國鐵分割民營化，成為東日本旅客鐵道的一個車站。
- 1988年（昭和63年）6月1日：貨運業務重新開始辦理。
- 2008年（平成20年）3月24日：新站舍投入使用。

## 車站結構
設有側式月台1面1線和島式月台1面2線的地面車站。車站大堂、檢票口設在跨站式站房上。現在的新站舍由日本建築師安藤忠雄設計，在2008年3月24日啓用。隨著新橋上站舍啓用，貫通車站南北的自由通道也同時落成，在車站北側新設出入口。配合新站舍落成，站内設置了顯示發車資訊的PIDS顯示屏、Kiosk便利店和觀光咨詢處。站舍和南北自由通道設置落地玻璃，在天氣良好時可以遠眺富士山和赤石山脈（南阿爾卑斯）。南口名爲「富士山口」、北口爲「昇仙峡口」。
爲配置站長的直營站、負責管理鹽崎站。設有綠窗口和指定席售票機。檢票口設有自動閘機，可使用Suica乘車。站前設大型停車場。特急「甲斐路」的部分列車在本站到發。

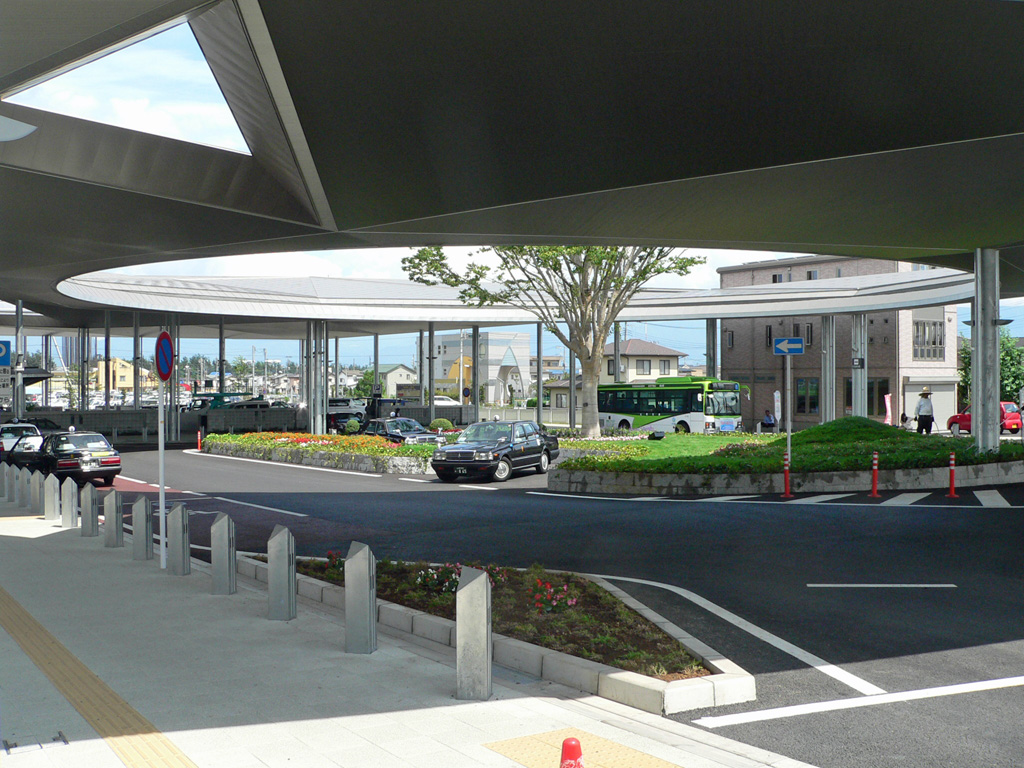
南口（富士山口）（2010年7月16日）
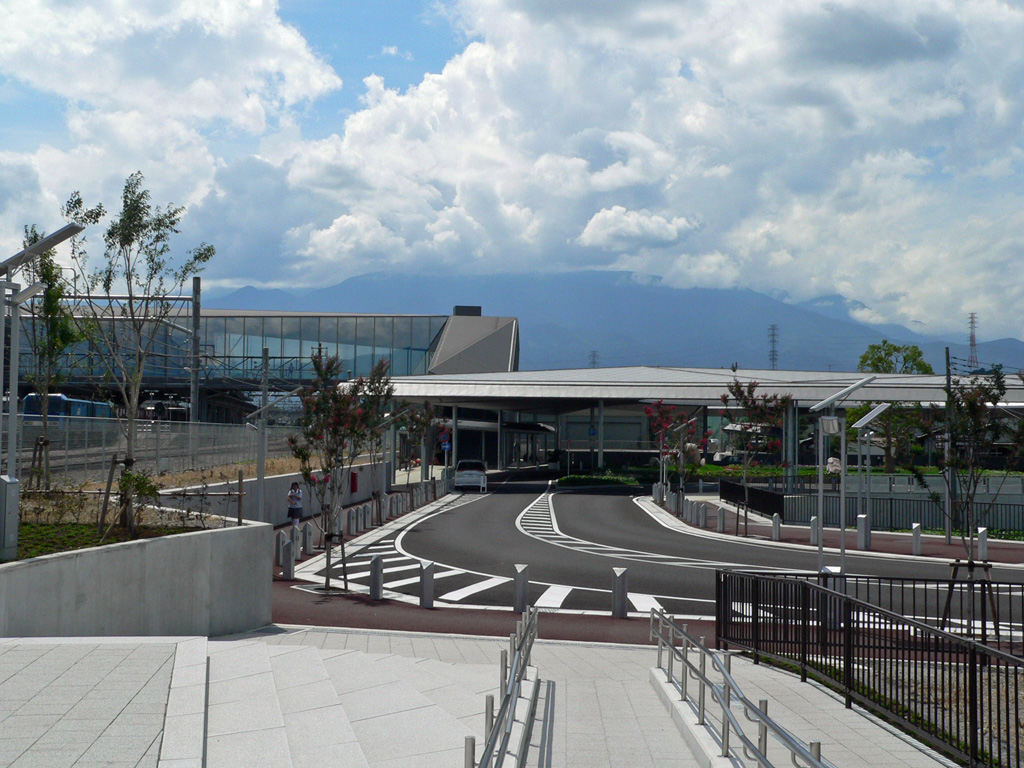
北口（昇仙峡口）（2010年7月16日）
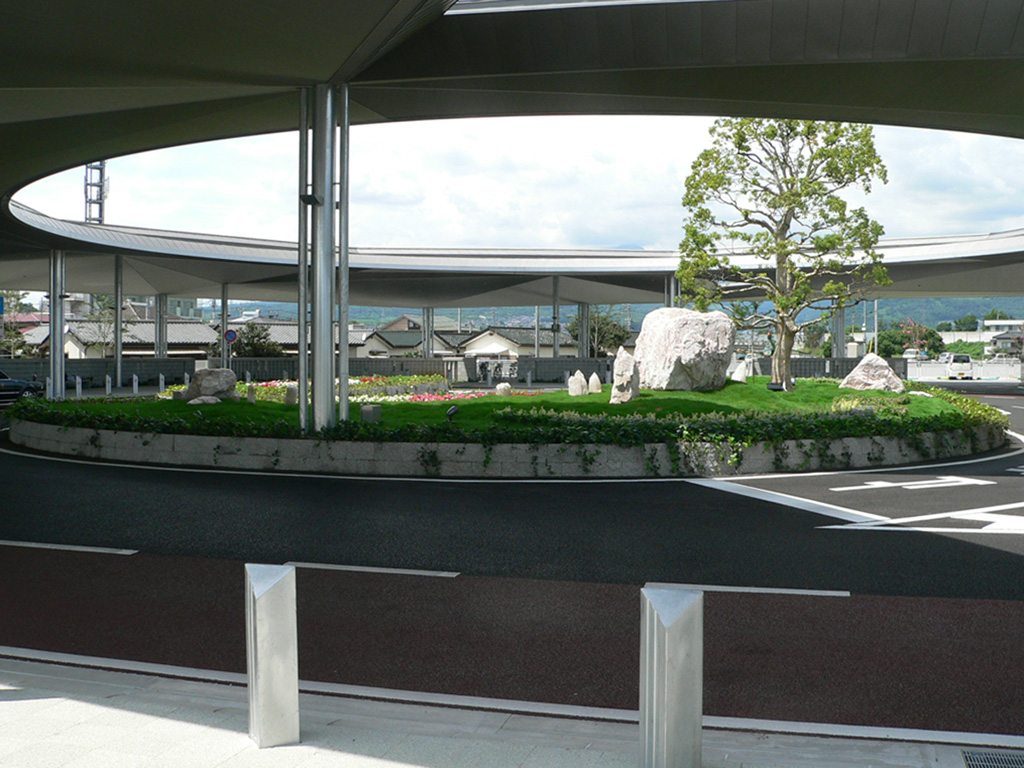
北口（昇仙峡口）（2010年7月16日）

### 月台配置
| 月台 | 路線     | 方向 | 目的地           | 備註   |
| ---- | -------- | ---- | ---------------- | ------ |
| 1    | 中央本線 | 下行 | 上諏訪、松本方向 |        |
| 2    | 中央本線 | 下行 | 上諏訪、松本方向 | 待避線 |
| 2    | 中央本線 | 上行 | 甲府、新宿方向   | 待避線 |
| 3    | 中央本線 | 上行 | 甲府、新宿方向   |        |

（來源：JR東日本:車站構內圖 （页面存档备份，存于））

## 使用情況

### 旅客
根據JR東日本，2019年度（令和元年度）1日平均上車人次為2,500人。
近年的推移如下表。
| 上車人次推移       | 上車人次推移     | 上車人次推移 |
| 年度               | 1日平均 上車人次 | 來源         |
| ------------------ | ---------------- | ------------ |
| 2000年（平成12年） | 2,110            | [ 旅客 2 ]   |
| 2001年（平成13年） | 2,166            | [ 旅客 3 ]   |
| 2002年（平成14年） | 2,327            | [ 旅客 4 ]   |
| 2003年（平成15年） | 2,410            | [ 旅客 5 ]   |
| 2004年（平成16年） | 2,427            | [ 旅客 6 ]   |
| 2005年（平成17年） | 2,370            | [ 旅客 7 ]   |
| 2006年（平成18年） | 2,318            | [ 旅客 8 ]   |
| 2007年（平成19年） | 2,393            | [ 旅客 9 ]   |
| 2008年（平成20年） | 2,489            | [ 旅客 10 ]  |
| 2009年（平成21年） | 2,171            | [ 旅客 11 ]  |
| 2010年（平成22年） | 2,061            | [ 旅客 12 ]  |
| 2011年（平成23年） | 2,050            | [ 旅客 13 ]  |
| 2012年（平成24年） | 2,140            | [ 旅客 14 ]  |
| 2013年（平成25年） | 2,201            | [ 旅客 15 ]  |
| 2014年（平成26年） | 2,195            | [ 旅客 16 ]  |
| 2015年（平成27年） | 2,255            | [ 旅客 17 ]  |
| 2016年（平成28年） | 2,271            | [ 旅客 18 ]  |
| 2017年（平成29年） | 2,355            | [ 旅客 19 ]  |
| 2018年（平成30年） | 2,409            | [ 旅客 20 ]  |
| 2019年（令和元年） | 2,500            | [ 旅客 1 ]   |

### 貨物
根據「山梨縣統計年鑑」，2016年度（平成28年度）的發送貨物為集裝箱貨物22,891公噸、車攜貨物29,396公噸，到着貨物為集裝箱貨物27,415公噸、車攜貨物316,007公噸。
近年推移如下表。
| 貨物輸送推移       | 貨物輸送推移 | 貨物輸送推移 | 貨物輸送推移 | 貨物輸送推移 | 貨物輸送推移 |
| 年度               | 發送貨物     | 發送貨物     | 到着貨物     | 到着貨物     | 來源         |
| 年度               | 集裝箱       | 車攜         | 集裝箱       | 車攜         | 來源         |
| ------------------ | ------------ | ------------ | ------------ | ------------ | ------------ |
| 2000年（平成12年） | 11,857       | 17,664       | 29,790       | 184,236      | [ 貨物 2 ]   |
| 2001年（平成13年） | 12,506       | 22,116       | 30,800       | 234,465      | [ 貨物 3 ]   |
| 2002年（平成14年） | 11,569       | 24,368       | 27,645       | 256,539      | [ 貨物 4 ]   |
| 2003年（平成15年） | 11,647       | 28,656       | 31,960       | 259,473      | [ 貨物 5 ]   |
| 2004年（平成16年） | 11,424       | 26,512       | 32,840       | 303,684      | [ 貨物 6 ]   |
| 2005年（平成17年） | 23,281       | 32,840       | 28,520       | 303,684      | [ 貨物 7 ]   |
| 2006年（平成18年） | 18,159       | 25,852       | 32,555       | 275,544      | [ 貨物 8 ]   |
| 2007年（平成19年） | 19,773       | 24,208       | 32,379       | 261,483      | [ 貨物 9 ]   |
| 2008年（平成20年） | 20,283       | 23,120       | 29,793       | 248,239      | [ 貨物 10 ]  |
| 2009年（平成21年） | 19,653       | 24,704       | 29,105       | 266,011      | [ 貨物 11 ]  |
| 2010年（平成22年） | 16,319       | 25,640       | 28,195       | 275,716      | [ 貨物 12 ]  |
| 2011年（平成23年） | 16,765       | 25,992       | 28,432       | 279,070      | [ 貨物 13 ]  |
| 2012年（平成24年） | 15,460       | 26,132       | 28,992       | 280,876      | [ 貨物 14 ]  |
| 2013年（平成25年） | 17,477       | 27,476       | 29,305       | 296,098      | [ 貨物 15 ]  |
| 2014年（平成26年） | 19,308       | 29,488       | 27,541       | 316,179      | [ 貨物 16 ]  |
| 2015年（平成27年） | 21,909       | 29,208       | 28,087       | 314,631      | [ 貨物 17 ]  |
| 2016年（平成28年） | 22,891       | 29,396       | 27,415       | 316,007      | [ 貨物 1 ]   |

## 车站周边
- 山縣大貳像
- 国道52号 美術館街
  - 国道20号甲府分流
  - 山梨縣道20號甲斐蘆安線
- 龍王郵政局
- 甲斐市役所
- 日本年金機構龍王年金事務所
- 龍王歷史民俗資料館
- 甲府地區消防本部西消防署
- 山梨中央銀行龍王支店

## 相鄰車站
東日本旅客鐵道（JR東日本）
 中央本線
甲府（CO 43）－龍王（CO 44）－鹽崎（CO 45）

### 使用情況

#### 旅客
1. 1 2  . 東日本旅客鉄道.   [2020-07-10]. （原始内容存档于2020-07-10）.
2. ↑  . 東日本旅客鉄道.   [2019-04-19]. （原始内容存档于2019-03-27）.
3. ↑  . 東日本旅客鉄道.   [2019-04-19]. （原始内容存档于2019-03-27）.
4. ↑  . 東日本旅客鉄道.   [2019-04-19]. （原始内容存档于2019-03-28）.
5. ↑  . 東日本旅客鉄道.   [2019-04-19]. （原始内容存档于2019-03-28）.
6. ↑  . 東日本旅客鉄道.   [2019-04-19]. （原始内容存档于2019-03-28）.
7. ↑  . 東日本旅客鉄道.   [2019-04-19]. （原始内容存档于2019-03-28）.
8. ↑  . 東日本旅客鉄道.   [2019-04-19]. （原始内容存档于2019-03-28）.
9. ↑  . 東日本旅客鉄道.   [2019-04-19]. （原始内容存档于2019-03-28）.
10. ↑  . 東日本旅客鉄道.   [2019-04-19]. （原始内容存档于2019-03-28）.
11. ↑  . 東日本旅客鉄道.   [2019-04-19]. （原始内容存档于2019-03-28）.
12. ↑  . 東日本旅客鉄道.   [2019-04-19]. （原始内容存档于2019-03-28）.
13. ↑  . 東日本旅客鉄道.   [2019-04-19]. （原始内容存档于2019-03-28）.
14. ↑  . 東日本旅客鉄道.   [2019-04-19]. （原始内容存档于2019-03-22）.
15. ↑  . 東日本旅客鉄道.   [2019-04-19]. （原始内容存档于2016-03-04）.
16. ↑  . 東日本旅客鉄道.   [2019-04-19]. （原始内容存档于2019-03-22）.
17. ↑  . 東日本旅客鉄道.   [2019-04-19]. （原始内容存档于2019-03-22）.
18. ↑  . 東日本旅客鉄道.   [2019-04-19]. （原始内容存档于2019-03-22）.
19. ↑  . 東日本旅客鉄道.   [2019-04-18]. （原始内容存档于2019-03-22）.
20. ↑  . 東日本旅客鉄道.   [2019-07-10]. （原始内容存档于2019-07-05）.

#### 貨物
1. 1 2   (PDF). 山梨県: 150. 2018-03  [2019-04-18]. （原始内容 (PDF)存档于2019-04-18）.
2. ↑  . 平成14年刊行 山梨県統計年鑑・目次. 山梨県.   [2019-04-18]. （原始内容 (Excel)存档于2019-04-18）. 外部链接存在于|work= (帮助)
3. ↑  . 平成15年刊行 山梨県統計年鑑・目次. 山梨県.   [2019-04-18]. （原始内容 (Excel)存档于2019-04-18）. 外部链接存在于|work= (帮助)
4. ↑  . 平成16年刊行 山梨県統計年鑑・目次. 山梨県.   [2019-04-18]. （原始内容 (Excel)存档于2019-04-18）. 外部链接存在于|work= (帮助)
5. ↑  . 平成17年刊行 山梨県統計年鑑・目次. 山梨県.   [2019-04-18]. （原始内容 (Excel)存档于2019-04-18）. 外部链接存在于|work= (帮助)
6. ↑  . 平成18年刊行 山梨県統計年鑑・目次. 山梨県.   [2019-04-18]. （原始内容 (Excel)存档于2019-04-18）. 外部链接存在于|work= (帮助)
7. ↑  . 平成19年刊行 山梨県統計年鑑・目次. 山梨県.   [2019-04-18]. （原始内容 (Excel)存档于2019-04-18）. 外部链接存在于|work= (帮助)
8. ↑  . 平成20年刊行 山梨県統計年鑑・目次. 山梨県.   [2019-04-18]. （原始内容 (Excel)存档于2019-04-18）. 外部链接存在于|work= (帮助)
9. ↑  . 平成21年刊行 山梨県統計年鑑・目次. 山梨県.   [2019-04-18]. （原始内容 (Excel)存档于2019-04-18）. 外部链接存在于|work= (帮助)
10. ↑  . 平成22年刊行 山梨県統計年鑑・目次. 山梨県.   [2019-04-18]. （原始内容 (Excel)存档于2019-04-18）. 外部链接存在于|work= (帮助)
11. ↑  . 平成23年刊行 山梨県統計年鑑・目次. 山梨県.   [2019-04-18]. （原始内容 (Excel)存档于2019-04-18）. 外部链接存在于|work= (帮助)
12. ↑   (PDF). 山梨県: 150・151. 2012-11  [2019-04-18]. （原始内容 (PDF)存档于2019-04-18）.
13. ↑   (PDF). 山梨県: 150・151. 2013-11  [2019-04-18]. （原始内容 (PDF)存档于2019-04-18）.
14. ↑   (PDF). 山梨県: 150. 2014-11  [2019-04-18]. （原始内容 (PDF)存档于2019-04-18）.
15. ↑   (PDF). 山梨県: 150. 2015-11  [2019-04-18]. （原始内容 (PDF)存档于2019-04-18）.
16. ↑   (PDF). 山梨県: 150. 2016-11  [2019-04-18]. （原始内容 (PDF)存档于2019-04-18）.
17. ↑   (PDF). 山梨県: 150. 2017-01  [2019-04-18]. （原始内容 (PDF)存档于2019-04-18）.

## 外部連結
- 車站資訊（龍王）：東日本旅客鐵道